# 西方寺 (金沢市寺町)
西方寺（さいほうじ）は石川県金沢市寺町5丁目にある天台真盛宗の寺院。山号は恵光山（えこうざん）。
室町時代に越前府中（えちぜんふちゅう、現・福井県越前市）に比叡山の僧 盛尊和尚（せいそんおしょう）が開山した寺院。元和2年（1616年）現在地移転。
国の重要伝統的建造物群保存地区 寺町寺院群 静音の小径に所在する。　

## 歴史・由来
戦国武将 前田利家公は天正2年（1574年）越前一向一揆の鎮圧に従事し越前小丸城入城した頃仏の教えを被（こうむ）る為 比叡山の僧 盛尊和尚を城に招いた所、その法徳に深く感銘を受け、盛尊和尚を心の師と仰ぎ親交を深め西方寺を自身の信仰の堂場とした。
前田家を弔う菩提寺は多々あるが 利家公が生前中信仰を仰いだ祈願寺とされる。

## 伝承
前田利家公六女菊姫の肖像画
前田利家と側室 隆興院（りゅうこういん）との間に生まれた六女菊姫（きくひめ・法名＝金溪空玉童女〈きんけいくうぎょくどうにょ〉）は生まれてすぐに羽柴秀吉（豊臣秀吉）の養女となる。
その後 近江大津の豪商・西川孫右衛門重元に預けられ天正12年（1584年）8月21日にわずか7歳で亡くなってしまう。
利家は金沢入城の時、夭折（ようせつ）した菊姫の供養を願い、天正13年（1585年）親交のあった比叡山の僧 盛尊和尚を金沢に招き金沢城付近に西方寺を移建する。
後に利家の七女である春光院（千世、菊の異母妹）が菊姫の位牌と肖像画を奉納した。
戦国時代に於いて幼少期の姫の姿を肖像画に残し伝える事は非常に稀で貴重な肖像画とされる。
令和元年130年ぶりに修復。

前田利家公奉納 鏡之天神尊像画
前田家に伝わる尊像画であったが利家公が深く天神信仰を仰ぐ為に西方寺に奉納し御祈祷を受ける。尊像画には、水鏡に現れた衣冠束帯の菅原道真と紅白梅が描かれ、画像の余白には画讃 鏡天神之讃が書き添えられている。
西方寺では天神様の尊像画は神仏習合の思想により天神の別名天満大自在天神が十一面観世音菩薩の本地として祀られている。
平成22年150年ぶりの修復後 平成30年の研究調査で鎌倉時代作と判明し極めて古く貴重な天神画であるとされる。
開山以来の歴史の中、火災・排仏棄釈・廃藩置県・神仏分離令などに遭い前田家から伝わるの貴重な品々が損失している。

## 金沢城下町霊場
藩政時代より金沢城下町に伝わるすべての霊場に指定され、現在も「願掛け寺」として信仰を集めている。
- 金沢三十三観音霊場 第十五番 十一面観音菩薩（霊峰白山 開山：泰澄大師作)
- 金澤四十八地蔵霊場 第九番 金沢地蔵伝説　飴買い地蔵
- 金澤二十八不動霊場 第二十三番 雷（いかずち）不動明王（悪縁 縁切）
- 金澤二十五天神霊場 第二番 鏡天神尊像画（前田利家公奉納）

## その他
- 九萬坊大権現（天狗神）
- 良縁結実稲荷神
- 青面金剛明王（庚申さん）